# Thalassodes retusa
Thalassodes retusa là một loài bướm đêm trong họ Geometridae.